# Conspiración de los tres Antonios
La conspiración de los tres Antonios o motín de los tres Antonios fue el primer intento serio de revolución independentista en Chile y el primer intento republicano en América Latina. Surgió en 1780 en Santiago, capital de la Capitanía General de Chile, y recibió su nombre por sus principales impulsores: los franceses Antonio Berney y Antonio Gramusset, y el criollo José Antonio de Rojas.
El plan pretendía derrocar el gobierno colonial monárquico e instaurar un régimen republicano, gobernado por un cuerpo colegiado elegido popularmente. Sus ideas estaban influenciadas por la filosofía política de la Ilustración francesa y la Encyclopédie, además de inspirarse en la Independencia de los Estados Unidos (1775-1783).
Aunque la conspiración fue descubierta antes de ejecutarse y quedó como un episodio aislado en su momento, ha sido considerada la precursora de los movimientos emancipadores en Chile que culminaron con el inicio de la independencia de Chile en 1810.

## Historia

### Protagonistas

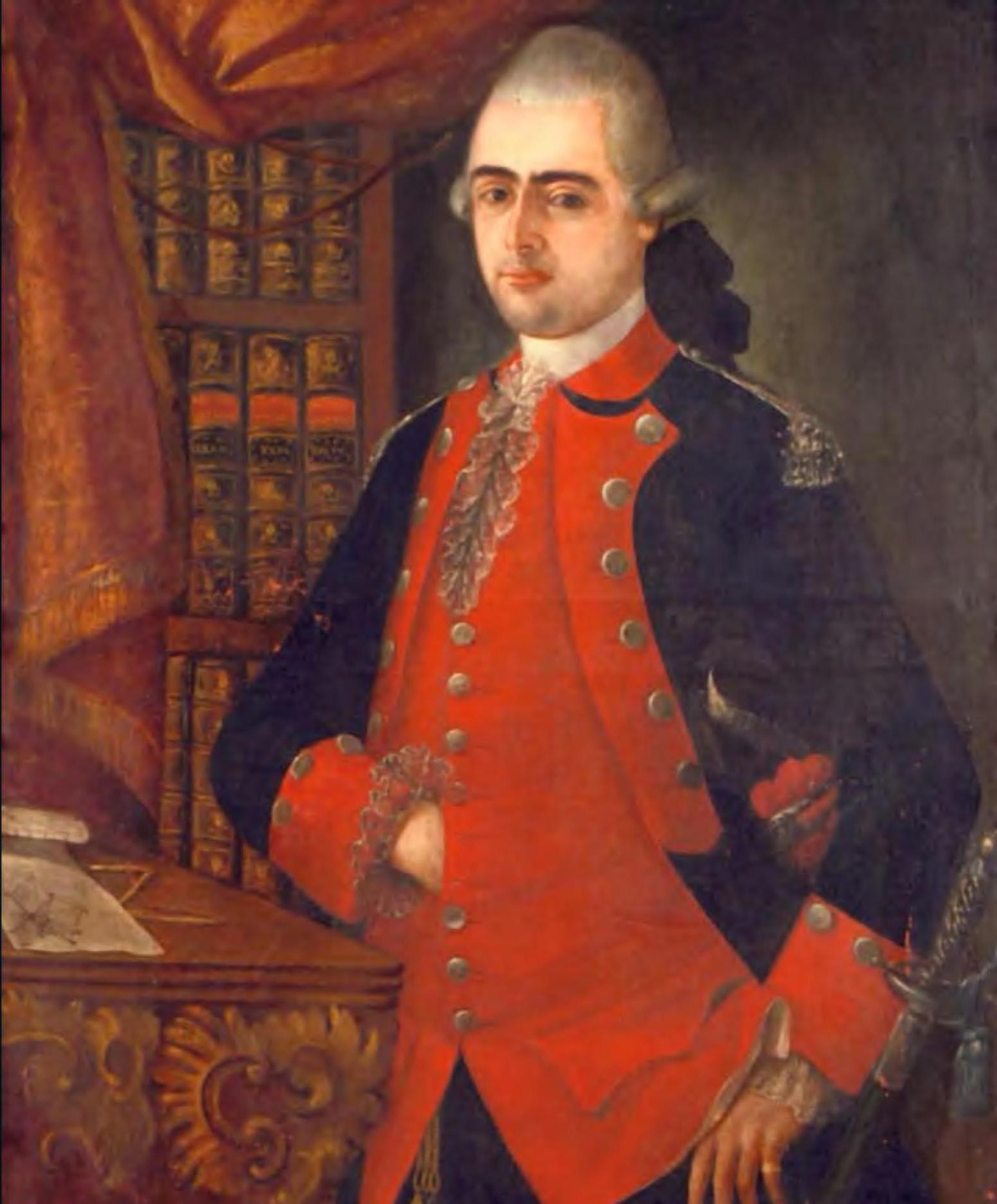
José Antonio de Rojas, uno de los involucrados en la conspiración

Antonio Berney era un ciudadano francés, asiduo lector de la Encyclopédie y profesor de latín y matemáticas en Santiago. En 1780 urdió un plan para «emancipar a Chile como primera etapa para la reforma del mundo, apoyándose en la nueva república» y convenció a su compatriota Antonio Gramusset, agricultor, para unírsele e intentar llevarlo a cabo. Uno de los involucrados fue el criollo José Antonio de Rojas, capitán de caballería.
En dicho año, Agustín de Jáuregui (marzo de 1772-6 de julio de 1780), Tomás Álvarez de Acevedo (6 de julio-12 de diciembre de 1780) y Ambrosio de Benavides Medina (12 de diciembre de 1780-27 de abril de 1787) ocuparon el cargo de gobernador de Chile.

### Propuestas
Las propuestas de la conspiración, anteriores a la firma de la Constitución de los Estados Unidos de América (1787) y al estallido de la Revolución francesa (1789), eran las siguientes:
- Sustitución del régimen monárquico por el republicano.
- Gobierno establecido en un cuerpo colegiado: el «Soberano Senado de la muy noble, muy fuerte y muy católica República Chilena».[8]
- Elección popular (inclusive votarían los indígenas «araucanos» o mapuches).
- Abolición de la esclavitud y la pena de muerte.
- Fin de las jerarquías sociales.
- Redistribución de la tierra, repartiéndola entre todos los chilenos en lotes iguales.
- Exportación de la revolución al resto del mundo.

De estas ideas, algunas se aplicaron una vez producida la independencia chilena, como el establecimiento de un Senado y de elección popular, aunque limitada. Por otra parte, la supresión de los títulos nobiliarios y la abolición de la esclavitud se aprobaron mediante sendos decretos durante los gobiernos de los directores supremos Bernardo O'Higgins (1817-1823) y Ramón Freire (1823-1826), respectivamente.
Para la difusión de estas propuestas, Berney y Gramusset urdieron el siguiente plan:

[...] cada uno de los complotadores comprometería a otro en el plan, sin mencionar a los demás, formándose así una red que en caso de ser descubierta sería imposible de seguir en sus hilos. El día señalado para el levantamiento todos se reunirían en La Chimba, al norte del Mapocho, y de allí partirían en grupos a aprehender al presidente y las autoridades, a tomarse el almacén de pólvora, la sala de armas y las cajas reales que les proporcionarían dinero suficiente. Mientras tanto, algunos de los conspiradores, disfrazados de religiosos, incitarían al pueblo y mostrarían su descontento por el asunto de la reforma de las órdenes, que sería la razón aparente del movimiento. También se daría libertad a los esclavos con el objeto de que participasen en la empresa.

### El descubrimiento de la conjura
El 12 de diciembre de 1780, Ambrosio de Benavides asumió sus funciones como gobernador. Al poco tiempo, fue informado de una conspiración destinada a convertir a Chile en un estado independiente. Los conspiradores eran los franceses Antonio Alejandro Berney y Antonio Gramusset, mientras que el mayorazgo chileno José Antonio de Rojas y el piloto peruano Manuel José de Orejuela fueron acusados de ser cooperadores.
Durante el viaje a un pueblo cercano, Gramusset había perdido su valija, que contenía los planes detallados de la conspiración. La valija había sido devuelta a la policía, pero como los escritos no se podían leer al estar escritos en francés fue enviada a la capital chilena con el fin de ser devuelta a su propietario. La traducción de los escritos condujo a la policía al descubrimiento de los conspiradores y sus secretos.
La conspiración fue denunciada el 1 de enero de 1781, y se dictó una orden de detención contra los dos franceses y un gallego apellidado Pacheco. El 10 de enero siguiente, Berney y Gramusset fueron detenidos y procesados en secreto. Pese a que los fiscales pidieron para ambos la pena de muerte, la Real Audiencia de Chile —convencida por el regente Tomás Álvarez de Acevedo de las ventajas de «conservar la inocencia e ignorancia del pueblo»— envió a los franceses a Lima a disposición del Consejo de Indias y suspendió los procedimientos contra Rojas y Orejuela, ignorando su eventual participación.
Posteriormente, Berney y Gramusset fueron enviados a España para ser juzgados. El barco que los conducía hasta Cádiz, el San Pedro de Alcántara, se hundió al chocar contra las rocas durante una tormenta frente a Peniche, al norte de Lisboa, a las 22:30 del 2 de febrero de 1786. Falleció más de un centenar de tripulantes y pasajeros, entre ellos Berney; aunque Gramusset sobrevivió, no logró reponerse y murió tres meses después.

### Epílogo
Tras la suspensión de su procedimiento, Rojas vivió un breve exilio en España y más tarde regresó a Chile. El 25 de mayo de 1810, el gobernador Francisco Antonio García Carrasco lo hizo arrestar, junto con Bernardo de Vera y Juan Antonio Ovalle, bajo sospechas de subversión; su detención provocó la indignación de los santiaguinos y la renuncia del gobernador García Carrasco a petición de la Real Audiencia el 16 de julio. Ese mismo día fue nombrado gobernador interino el criollo Mateo de Toro Zambrano, quien el 18 de septiembre siguiente fue elegido presidente de la Primera Junta Nacional de Gobierno, el primer paso para el proceso de independencia de Chile.